# European Open 2023
European Open 2023 — тенісний турнір, що проходив на кортах з твердим покриттям у місті Антверпен, Бельгія з  16 до 22 жовтня. Належав до категорії ATP 250.

## Фінальна частина

### Одиночний розряд
Олександр Бублик —  Артюр Фіс 6–4, 6–4

### Парний розряд
Петрос Ціціпас /  Стефанос Ціціпас —  Аріель Беар /  Адам Павласек 6–7(5–7), 6–4, [10–8]